# One Crimson Night
One Crimson Night — двойной концертный альбом и DVD, шведской группы HammerFall, выпущенные 17 октября 2003 года лейблом Nuclear Blast.

## Об альбоме
Издание записи концертного выступления в формате CD содержит два диска, последний из которых дополнен тремя бонус-треками: The Dragon Lies Bleeding, Stronger Than All и A Legend Reborn.

## DVD
DVD издание содержит 24-страничный буклет с множеством фотографий. В качестве бонуса DVD содержит 17-минутный ролик On the Road, содержащий любительские съёмки с концертного тура группы; расписание тура A Crimson Crusaders 2002/03, а также фотогалерею и комментарии к релизу.

## Критика
Российский журнал Dark City, поставив наивысший балл, назвал DVD издание этого релиза по качеству близким к эталонному ввиду его высокого качества звука (который представлен в форматах DD 5.1 и обычном двухканальном стерео 2.0) и изображения. Само же записанное концертное выступление, по мнению журнала, должно стать настоящим праздником для всех фэнов тру-хеви и тем более поклонников HammerFall.

## Список композиций (DVD)
1. «Lore of the Arcane»
2. «Riders of the Storm»
3. «Heeding the Call»
4. «Stone Cold»
5. «Hero’s Return»
6. «Legacy of Kings»
7. «Bass Solo: Magnus Rosén»
8. «At the End of the Rainbow»
9. «The Way of the Warrior»
10. «The Unforgiving Blade»
11. «Glory to the Brave»
12. «Guitar Solo: Stefan Elmgren»
13. «Let the Hammer Fall»
14. «Renegade»
15. «Steel Meets Steel»
16. «Crimson Thunder»
17. «Templars of Steel»
18. «Gold Album Award»
19. «Hearts On Fire»
20. «HammerFall»

## Список композиций CD-издания

### CD 1
1. «Lore of the Arcane»
2. «Riders of the Storm»
3. «Heeding The Call»
4. «Stone Cold»
5. «Hero’s Return»
6. «Legacy of Kings»
7. «Bass Solo: Magnus Rosén»
8. «At the End of the Rainbow»
9. «The Way of the Warrior»
10. «The Unforgiving Blade»
11. «Glory to the Brave»
12. «Guitar Solo: Stefan Elmgren»
13. «Let the Hammer Fall»

### CD 2
1. «Renegade»
2. «Steel Meets Steel»
3. «Crimson Thunder»
4. «Templars of Steel»
5. «Hearts On Fire»
6. «HammerFall»
7. «The Dragon Lies Bleeding»[2]
8. «Stronger Than All»[2]
9. «A Legend Reborn»[2]

## Участники записи
- Йоаким Канс — вокал
- Оскар Дроньяк — гитара, бэк-вокал
- Стефан Эльмгрен — гитара, бэк-вокал
- Магнус Розен — бас
- Андерс Йохансен — ударные